# Witvleugelvampier
De witvleugelvampier (Diaemus youngi)  is een zoogdier uit de familie van de bladneusvleermuizen van de Nieuwe Wereld (Phyllostomidae). De wetenschappelijke naam van de soort werd voor het eerst geldig gepubliceerd door Jentink in 1893.

## Leefwijze
De witvleugelvampier voedt zich uitsluitend met bloed van warmbloedige zoogdieren en vogels. Het is een van de drie soorten vampiervleermuizen. De gewone vampier en ruigpootvampier zijn de andere twee soorten.

## Verspreiding en leefgebied
De soort komt voor in Tamaulipas (Mexico) zuidelijk naar noordelijk Argentinië, Bolivia, Paraguay en oostelijk Brazilië.